# Syndroom van Treacher Collins
Het syndroom van Treacher Collins, of dysostosis mandibulofacialis is een gelaatsaandoening. Het syndroom is vaak erfelijk, maar het kan ook zijn dat niemand in de familie het heeft gehad en het dus spontaan voorkomt. Bij elke generatie waarnaar het syndroom wordt doorgegeven, worden de uiterlijke kenmerken opvallender. Deze zijn:
- De vorm van de jukbeenderen. De buitenste ooghoeken staan lager, waardoor de ogen iets schuin staan.
- De vorm van het neusvleugelkraakbeen, hierdoor kan de luchtweg in de neus afgesloten zijn.
- De vorm van het kaakbeen, waardoor boven- en onderkaak niet goed op elkaar aan sluiten.
- Het verhemelte kan gedeeltelijk open zijn.
- De vorm of grootte van de oorschelpen. Ze kunnen laag staan of ontbreken. Ook het midden- of binnenoor kan onderontwikkeld zijn.

Het syndroom van Treacher Collins is een van de zeldzaamste (1:10.000) uiterlijke syndromen ter wereld en is genoemd naar Edward Treacher Collins (1862-1932), een Brits chirurg en oogarts.